# Nicole Lyn
Nicole Lyn, all'anagrafe Nicole Stephanie Danielle Lyn (Brampton, 24 febbraio 1978), è un'attrice e disc jockey statunitense, conosciuta principalmente per il ruolo di Emily Roberts nella serie televisiva Student Bodies, e come DJ sotto lo pseudonimo di Ms. Nix.

## Biografia

### Primi anni
È nata a Brampton da genitori Giamaicani. Il padre, Peter Lyn, è di discendenze cinesi e caucasiche, mentre la madre, Cherl Gabay, ha discendenze africane. Lyn è cresciuta nell'area di Toronto e, da bambina, ha ballato nella divisione infantile della National Ballet School of Canada, oltre ad essere stata membro della Canadian Children's Opera Chorus. La sua carriera nel mondo dello spettacolo è cominciata con la partecipazione ad uno spot del tabellone Jordache, dopo aver accompagnato la zia modella ad un'audizione. Trasferitasi in Giamaica, si è diplomata alla Belair High School di Mandeville, successivamente ha frequentato la Cardinal Carter Academy for the Arts.

### Carriera
Ammessa alla Claude Watson School for the Arts a soli 10 anni, Lyn incomincia a partecipare a pubblicità e ad ottenere ruoli da guest star. Il suo debutto come attrice avviene nella serie televisiva Ramona. Nel 1991 ottiene il ruolo di Prue, uno dei personaggi principali della serie per ragazzi Eric's World.
Dopo essere tornata dalla Giamaica, ottiene il ruolo di co-protagonista in Student Bodies. Nel corso degli anni è apparsa in The Kids in the Hall, Hai paura del buio?, Relic Hunter, Andy Richter Controls the Universe, Il mio amico Ultraman, West Wing - Tutti gli uomini del Presidente, Half & Half e Psych.
Lyn è apparsa in film tv come On Thin Ice: The Tai Babilonia Story e Dying To Dance la miniserie Showtime Anne Rice's The Feast Of All Saints, e la pellicola Deliver Us From Eva.

## Vita privata
Lyn ha sposato l'attore Dulé Hill il 10 luglio 2004; il matrimonio tra i due è tuttavia terminato nel 2012.

## Filmografia parziale
- Relic Hunter – serie TV, episodio 1x03 (1999)

## Doppiatrici italiane
Nelle versioni in italiano delle opere in cui ha recitato, Nicole Lyn è stata doppiata da:
- Selvaggia Quattrini in Psych